# Gustav Nordahl

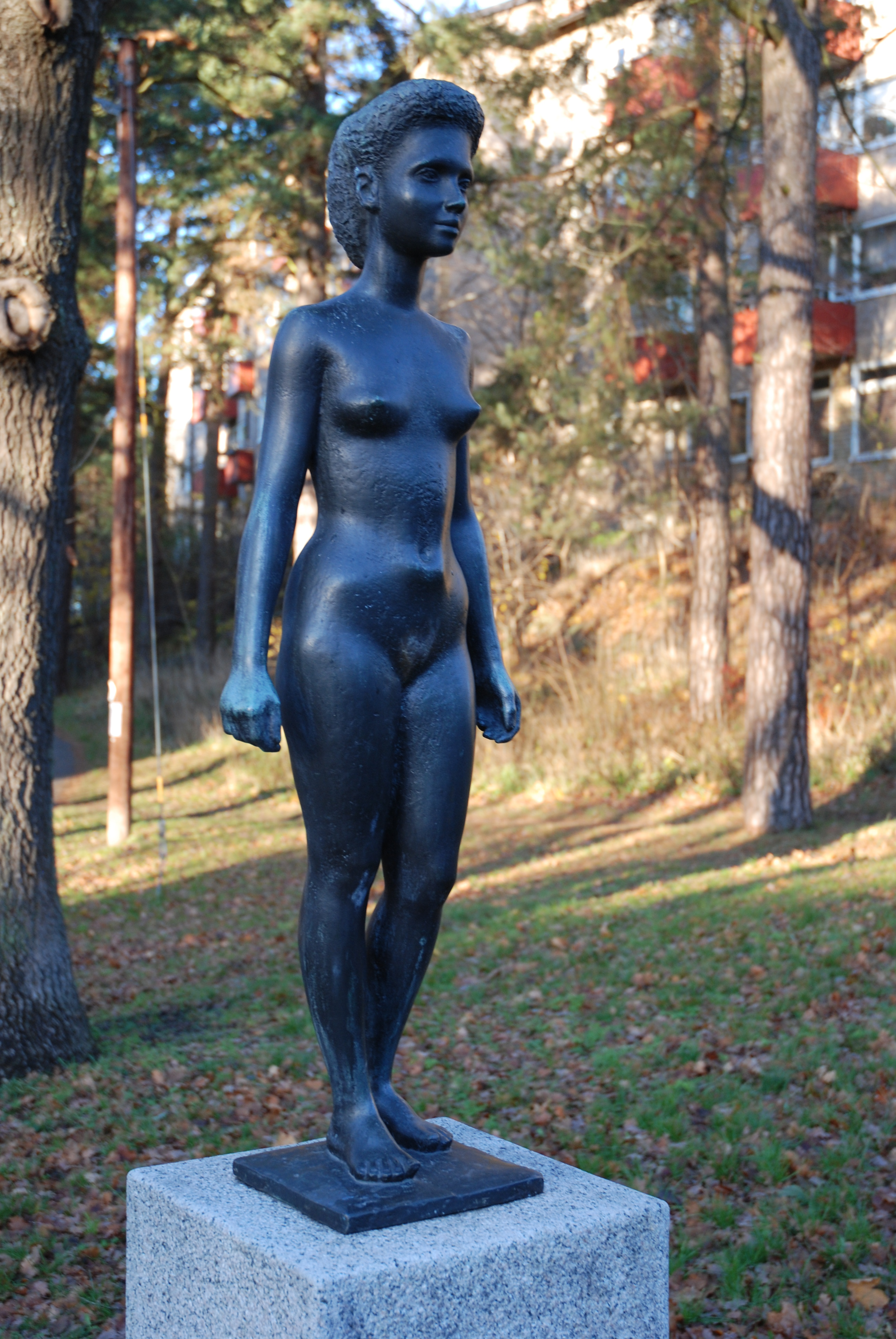
Lena, Västertorp, Stockholm.

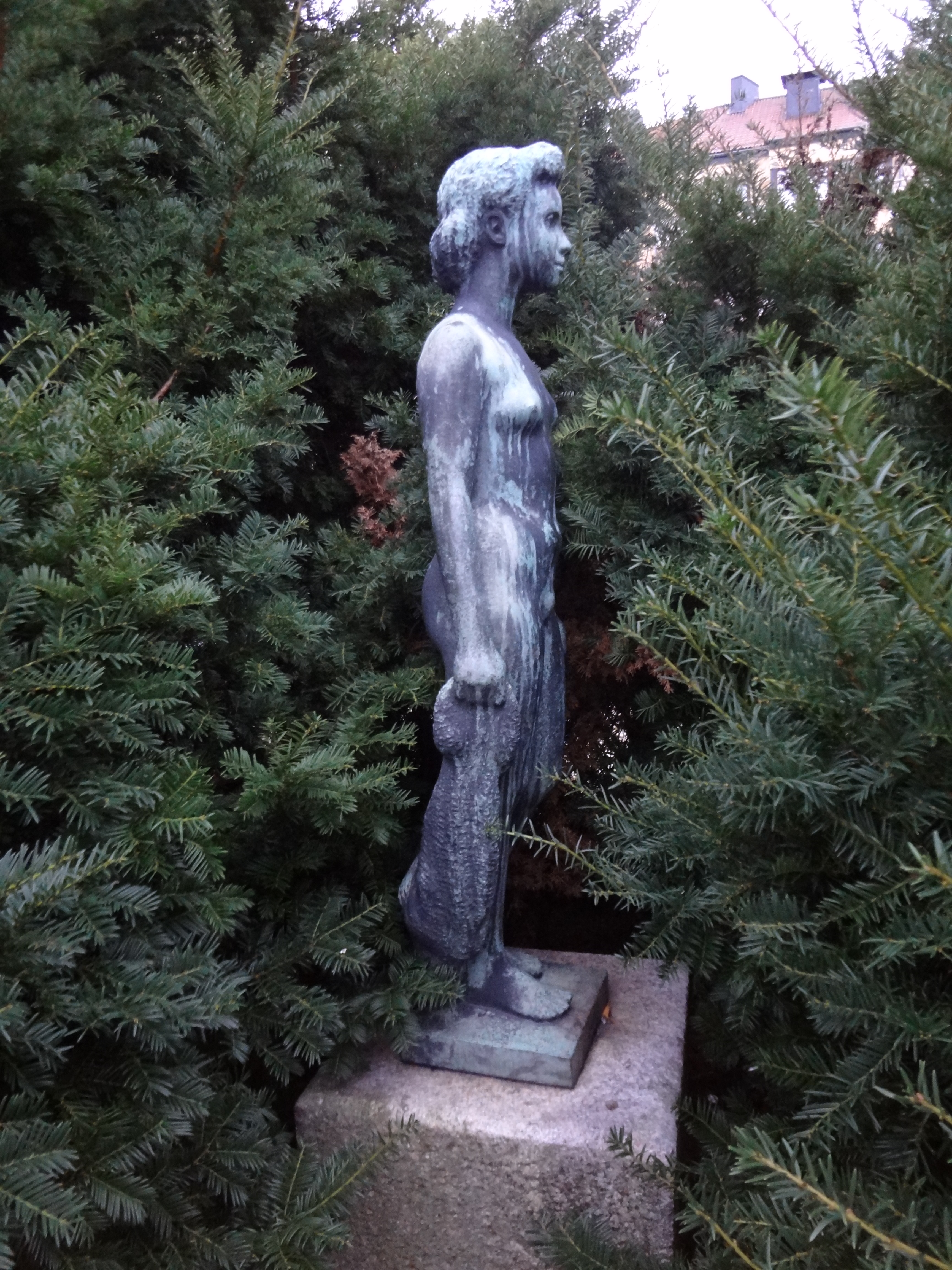
Kraka, ett verk Nordahl har gjort flera gånger, denna är placerad på Järntorget i Eskilstuna.

Gustav Edvin Nordahl, född 10 augusti 1903 i Helsingborgs stadsförsamling, död 10 november 1992 i Saltsjöbadens församling, Nacka, var en svensk skulptör.

## Utbildning och levnad
Gustav Nordahl studerade vid Tekniska skolan i Stockholm 1923–1925 och senare vid Konstakademien i Stockholm 1928–1934 med Carl Milles och Nils Sjögren som lärare.
Nordahl fick sitt genombrott i slutet av 1930-talet/början av 1940-talet. Han blev berömd genom att vinna guldmedalj i skulptur vid konsttävlingarna vid Olympiska spelen i London 1948, det sista tillfälle då sådana tävlingar hölls. Priset vann han för Homage to Ling (Hyllning till Ling), nu placerad utanför Gymnastik- och idrottshögskolan (GIH) på Östermalm i Stockholm.

## Offentliga verk i urval
- Fasadrelief i granit (1942), Borgarskolan, Regementsgatan i Malmö
- Lena, brons, Västertorp, Stockholm
- Kraka (1945), marmor, Örebro universitet, samt i brons, Södermalm, Stockholm, Järntorget Eskilstuna och Bandholtzgatan 16 i Varberg
- Hyllning till Ling (1948), brons, Lidingövägen 1, Stockholm
- Förstoringsglaset (1953), brons, Sofielundsskolan, Malmö
- En tanke tar form (1961), relief i röd granit, Hästhagsskolan i Farsta, Stockholm
- S:t Erik (1967), bronsrelief, Tekniska nämndhuset, Fleminggatan, Stockholm
- Blända (1969), diabas, Dalbo Centrum i Växjö
- Livets källa (1983), bronsrelief, Medborgarhuset på Södermalm, Stockholm
- Livets källa, utanför S:ta Maria kyrka, Helsingborg
- Johannes, utanför S:ta Maria kyrka, Helsingborg
- Maj, bronsbyst, Enskede gymnasium, Stockholm
- Emanuel Swedenborg, bronsstaty, Mariatorget, Stockholm
- '"Våren" (1959), brons, Stortorget, Hässleholm

- Nordahl är representerad vid bland annat Nationalmuseum[2]i Stockholm och på Gripsholm.